# Pierre Coutras
Pierre Coutras, né à Marseille le 18 octobre 1889 et mort dans cette même ville le 12 janvier 1981, est un avocat, homme de lettres, collectionneur. Parallèlement à sa carrière d'avocat, il a été un écrivain prolifique, poète, éditeur, journaliste, créateur de journaux, photographe et pionnier de l'automobile.

## Biographie
Pierre Coutras suscite l'intérêt de plusieurs biographes parmi lesquels Gabriel Domenech en 1978, dans Provence Mienne (Éditions Albin Michel), André Giran en 1997 dans Reporter de l'étrange (Presses du Midi) ou encore Christiane Aragonais-Rey en 2003 dans Pierre Coutras, un homme original 1889-1981 (Comité du Vieux-Marseille) et Marseille mon village natal : Pierre Coutras 1889 - 1981 en 2004 et 2016 (L'Atelier du livre). Il fait aussi partie des écrivains « oubliés » selon Éric Dussert en 2014, dans son ouvrage de référence Une forêt cachée - 156 portraits d'écrivains oubliés (Éditions de la Table ronde).
Pierre Coutras naît en 1889 à Marseille, quartier de La Plaine, dans la maison que son grand-père Valentin Coutras, Capitaine au long cours, médaillé de Sainte Hélène, a acquise en 1830.
Son père Joseph Coutras (1849 - 1907) y est né, également. Rompant la tradition familiale maritime, Joseph Coutras décide d'être avocat et présente sa thèse de licence en Droit en 1870.
Il épouse Céleste Mouren, fille d'un courtier maritime. Ils ont 3 enfants : Auguste (1882 - 1888), Pierre (1889 - 1981) et Valentine (1891 - 1902).
Pierre est le seul enfant à atteindre l'âge adulte. Après la mort de son fils Auguste à l'âge de 5 ans, Joseph ne supporte pas la mort de sa fille Valentine âgée de 11 ans, et meurt peu après. Restée veuve, Céleste vit avec son fils et la famille de celui-ci, dans la maison familiale jusqu'à son décès en 1944.
Pierre épouse en 1912 Suzanne Rocheblave, avec laquelle il va avoir deux filles : Yvonne en 1914 et Jeanne en 1926.
Passionné par les progrès techniques du début du XXe siècle, il fait installer très tôt l'électricité, puis le téléphone, dans la maison familiale. En revanche, il achète deux « maisons de campagne » : une dans les Cévennes et l'autre à Saint-Marc-Jaumegarde, près d'Aix en Provence.
Il se passionne pour de nombreux sujets : la photographie, l'aviation, l'automobile, les horloges et les montres qu'il fabrique et répare en quantités, l'égyptologie, l'occultisme, très temporairement la politique ainsi que la peinture, livrant plus de 600 toiles, généralement caricaturales.
Il décède dans sa maison natale à Marseille en 1981, à l'âge de 92 ans.

## Années 1910: avocat et premiers ouvrages
Après des études comme externe au pensionnat du Sacré-Cœur, rue Barthélemy à Marseille, où il obtient le baccalauréat (latin-langues), il entreprend des études de droit à l'université d'Aix en Provence et prête son serment d'avocat, le 23 octobre 1911 devant la Cour d'Aix (1re chambre). Il entre le lendemain comme avocat stagiaire au Barreau de Marseille.

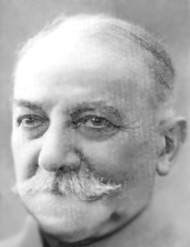
Eugène Pierre, grand avocat marseillais dont Coutras est secrétaire au début de sa carrière.

Il va partager le cabinet de Maître Eugène Pierre, futur maire de Marseille, dont il sera un temps, le secrétaire.
Pour autant, dès la fin de ses études, Pierre Coutras consacre une grande partie de son temps à l'écriture.
En pleine Première guerre mondiale, au tout début de sa carrière, éclate la crise du logement, consécutive à une loi de 1914 particulièrement virulente dans les grandes villes comme Marseille. Les procès entre propriétaires et locataires sont innombrables; ce qui l'amène à se spécialiser, plus particulièrement dans la défense des locataires.
Comme le relate un article du grand quotidien Le Provençal consacré à Pierre Coutras et publié à sa mort, en 1981 : "La rue Grignan ne désemplissait guère de la foule des petites gens en difficulté avec leur gérant ou leur propriétaire".
Dans ce contexte, il apporte sa contribution à divers mouvements tentant de faire évoluer cette règlementation. Ses articles juridiques publiés consacrés à Marseille sont repris dans d'autres journaux, ainsi que dans La République de l'Isère, en correspondance avec Henry Petiot dans un courrier daté du 5 avril 1919.
En 1917, après un premier roman publié l'année précédente, il se consacre au sujet de la crise immobilière, avec un roman au titre évocateur : Propriétaire pendant la guerre (Perrin & Compagnie, Paris).
Une nouvelle fois, pour l'une de ses pièces de théâtre intitulée La question des loyers représentée pour la première fois à Marseille, le mercredi 21 décembre 1921, à « La Maison de Provence », 22 rue Montgrand, Coutras revient sur ce même sujet, quatre ans après le roman écrit en 1917,.
En parallèle à son métier d'avocat, il donne des cours de Droit Commercial à la Société de Comptabilité de France et il est reçu Officier de l'Instruction Publique, le 14 février 1926.
Il va plaider jusqu'au 20 décembre 1962, prenant sa retraite en 1963, à l'âge de 74 ans. À sa mort, le 12 janvier 1981, il est le plus ancien membre inscrit au Barreau de Marseille.

## La passion de l'écriture et les amitiés
Dès la fin de ses études, Pierre Coutras consacre une grande partie de son temps à l'écriture.
Chroniqueur de son époque, tout au long de sa vie et dès son adolescence, il inscrit chaque jour dans ses agendas, les faits marquants de la journée, laissant la trace d'une existence au XXe siècle, relatant du fait le plus anodin, aux déclarations de guerre ou assassinats de Présidents de la République.
Au cours de sa carrière littéraire, il publie romans, poèmes, pièces de théâtre, articles de journaux et diverses préfaces.

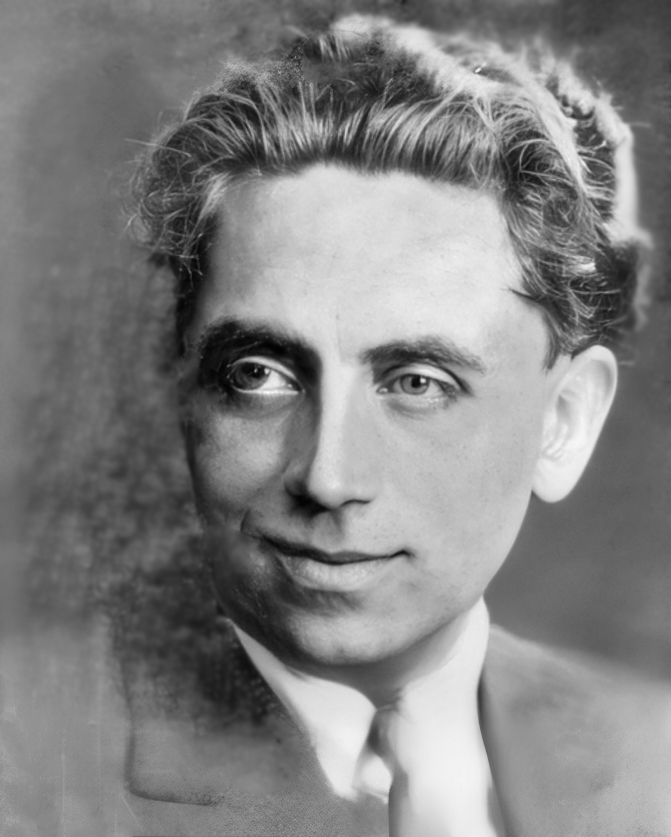
Son ami, l'écrivain Georges Finaud, cofondateur avec lui des Éditions de Pro Arte.

Il fréquente le milieu littéraire, devient sociétaire de la Société des Gens de Lettres puis fonde avec Georges Finaud la revue et les Éditions de Pro Arte. Agacé du succès de son célèbre contemporain Marcel Pagnol, il entretient avec lui, des échanges aigres-doux.
Dès cette période, il commence à participer activement à de nombreuses structures aujourd'hui disparues ou transformées, comme la « Fédération Littéraire du Sud-Est » ou l'« Association des Littérateurs Indépendants » laquelle publie La Revue des Indépendants, dont il est délégué pour les Bouches-du-Rhône.
En 1916, il signe son premier roman Les tribulations d’un auxiliaire aux Éditions Pierre Lethielleux (Paris).
Son grand rêve est d'être reconnu comme écrivain, non comme avocat. Cette ambition fait précisément l'objet d'une nouvelle parue en 1926, dans son livre Les Piquants du Marron (Éditions de Pro Arte), sous le titre « Le fauteuil d'Eugène Montfort ».
Nombre de ses amis proches sont écrivains ou poètes : Georges Finaud, Robert Morche, Daniel-Rops, Auguste Boncors, Gustave Kass, Georges-Hubert Gimmig, Laure Basque, Flesky du Rieux ou encore Jean Tourette.

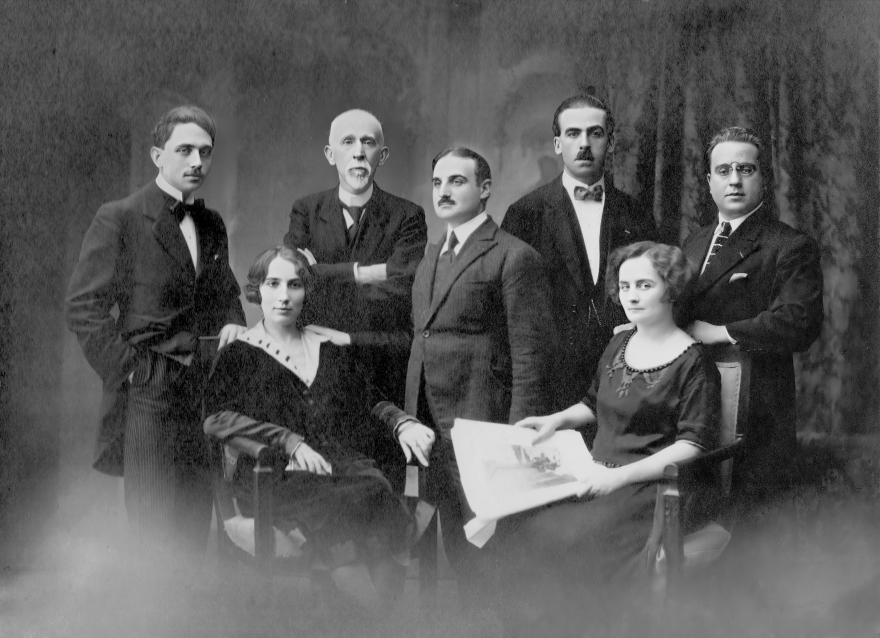
Les "Amis de Victor Gelu" :Georges Finaud, Alexandre Bourgoin, Pierre Coutras, Prosper Imbert, Claire Costa-Gelu (petite fille de Victor Gelu), Pierre Albin Delorme, Claire Finaud.

Avec Georges Finaud, il fonde en 1922 l'association "Les Amis de Victor Gelu".

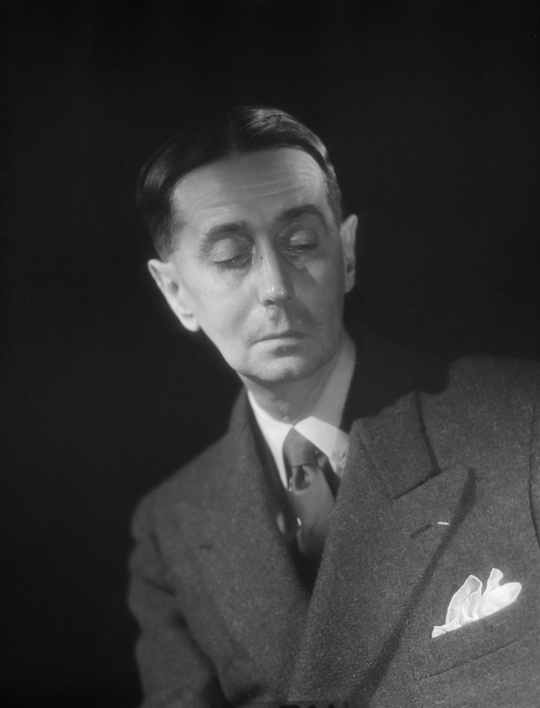
En 1918, Coutras publie des poèmes de Daniel-Rops (Henri Petiot).

Son cercle d'amis comporte également des peintres comme Pierre Gimmig, Claire Finaud-Bounaud (épouse de Georges Finaud) qui va illustrer plusieurs de leurs ouvrages ou encore des musiciens, comme Marie-Thérèse Bonhomme, laquelle met en musique son poème « Aux soldats aveugles ».
Il est aussi l'ami du caricaturiste Antoine Antona, dit Toé, qui réalise un album sur le Barreau de Marseille et trois caricatures personnalisées de Pierre Coutras.
Son œuvre littéraire comprend au total 17 romans, 3 recueils de poèmes et 3 pièces de théâtre, dans lesquels il exprime ses idées, ses obsessions, ses passions.

## Le journaliste et critique littéraire
Impliqué aussi dans le journalisme, Pierre Coutras collabore à diverses publications dont Le Radical ou Le Petit Bourgeois dont il est le fondateur. Il est rédacteur en chef de L'Homme nouveau, le journal de son ami Adrien Artaud. En 1919, avec le docteur Émilien Castueil , il relance la publication de La Revue de Marseille et de Provence disparue en 1893 et fondée en 1855 par Auguste Laforêt.
Il rédige des commentaires littéraires ou des préfaces, notamment pour les publications de ses amis,.
De 1918 à 1922, il fait partie des premiers à publier des poèmes et nouvelles de son ami Henry Petiot, qui ne prendra le nom de Daniel-Rops qu'en 1926.

## Le pionnier de l'automobile

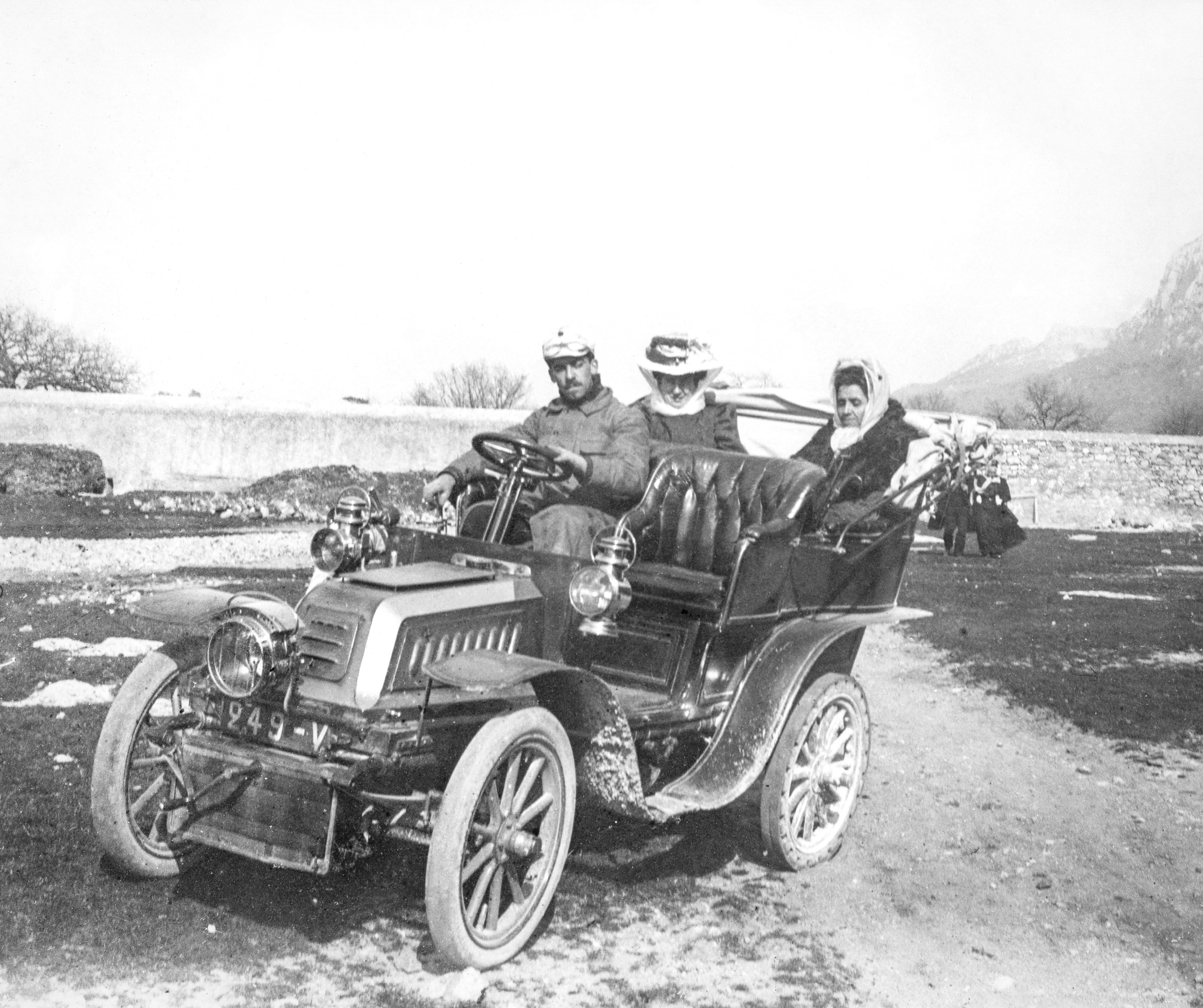
Pierre Coutras au volant de sa De Dion Bouton AB à la Sainte Baume le 12 avril 1909.

Sa passion pour l'automobile va l'amener à en posséder jusqu'à 33, depuis sa De Dion bouton AB acquise en 1909, jusqu'à sa 2CV Citroën, obtenue en 1972, on compte notamment Hispano-Suiza, Bugatti, Rolls-Royce, Talbot, Minerva, ainsi que sept motocyclettes. Il les entretient et les modifie lui-même et pratique la course automobile durant toute sa jeunesse.
En 1908, Pierre Coutras obtient son « permis de conduire les motocyclettes avec moteur à pétrole » puis son « permis de conduire les automobiles avec moteur à pétrole » l'année suivante.
Il achète dès lors sa première voiture, une De Dion-Bouton type AB 10CV de 1903, avec laquelle il sillonne la Provence.
En 1955, il écrit : « « Je suis le frère de l'automobile, ayant assisté à sa naissance, ayant grandi avec elle » » dans la préface de la deuxième édition de son roman La Maîtresse d'acier, publié initialement en 1927, dans lequel Pierre Coutras exprime sa passion pour l'automobile.
Autre expert de voitures anciennes, Fabien Perez, fait rééditer en 2022 ce roman qui l'a marqué durant sa jeunesse.

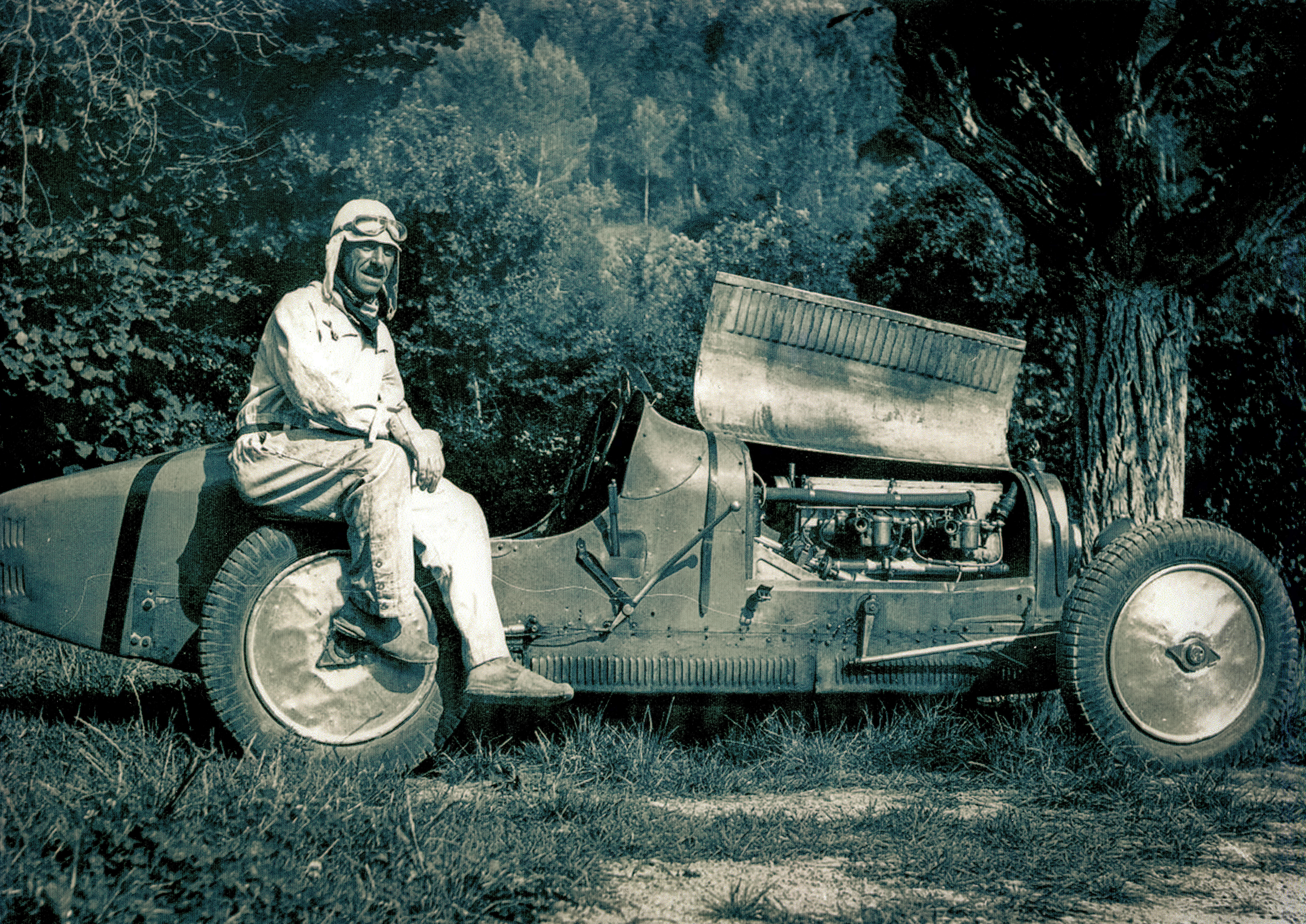
Pierre Coutras et sa Bugatti 35A "Técla" en 1934

Pionnier du tourisme automobile, Pierre Coutras ne voyage jamais ni en bateau, ni en avion et arpente les routes de France de l'époque, embarquant sa famille au complet, inventant du matériel de camping et aménageant lui-même ses véhicules permettant de dormir et prendre ses repas en pleine nature.
Durant les années 1920, il profite de ses voyages pour contribuer au développement du tourisme, expédiant des reportages photographiques et divers articles à la revue du Touring Club de France. 

Il est parmi les premiers membres de l'Automobile Club de Marseille-Provence.

Membre du Moto Club de Marseille et de l'Automobile Club de Provence, il participe à de nombreuses courses de motos et d'automobiles comme pilote ou comme commissaire de course avec Robert de Joly.
Pierre Coutras sera également mécène de Léon Giraud, jeune coureur sur motocyclette, mécano au garage Berthe, cours Lieutaud à Marseille, chez qui il fait entretenir et réparer ses automobiles. Il finance de 1923 à 1925 les licences et les droits d'inscription aux courses de Léon Giraud. 

## Le photographe et collectionneur
Passionné par les découvertes de son époque, il s'adonne très tôt à la photographie, réalisant un témoignage rare sur l'évolution de Marseille au début du XXe siècle, comme notamment, la construction du Pont Transbordeur de 1903 à 1906.

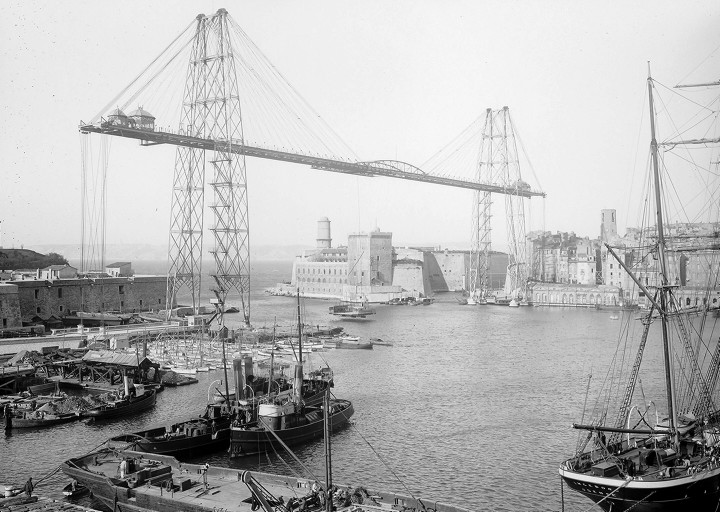
Pont transbordeur de Marseille en 1905 (photo par les Frères Séeberger).

Pierre Coutras reçoit son premier appareil photographique en 1905, à l'âge de 16 ans : un Kodak à plaque de bromure d'argent de 9 × 12 cm. À cette époque, les photographes développent eux-mêmes leurs clichés, les négatifs étant fixés sur plaque de verre.
Parmi ses clichés du quotidien de Marseille et de sa région, on note les grands navires et le Ferry Boat dans le Vieux-Port, les trains à la Gare Saint Charles, les trolleybus et tramways sur la Canebière et le Boulevard Chave, l'Aérodrome du Pas des Lanciers ancêtre de l'aéroport de Marignane, l'Autodrome de Miramas, l'éléphante « Margot » au Jardin Zoologique, les quartiers, dont celui de la Bourse, qui sera démantelé à partir de 1906, Notre-Dame de la Garde, l'église des Réformés.

Jardin zoologique de Marseille en 1937 (photo des Archives municipales de Marseille).

Il photographie aussi de grands épisodes de l'histoire marseillaise : la construction et l'inauguration du Pont Transbordeur (1905), le passage à Marseille du cirque Buffalo Bill's Wild West (1906), l'Exposition Coloniale de 1906, et une de ses attractions : le Water Toboggan Park.
Plus de 500 plaques photographiques constituent le fonds iconographique Coutras. Leur qualité permet encore de réaliser des tirages et plusieurs expositions ont été organisées pour en faire connaître une sélection au public.
Pierre Coutras collectionne : les livres, les timbres, les cartes postales, les fers à cheval, les autographes, les cartes de visite, les monnaies, les bagues de cigares, les étiquettes, les tickets d'autobus, de tramway et de métro, les "numéros 1" des revues et journaux, les calendriers, les Almanachs Vermot, les boîtes d'allumettes, les cartes à jouer, les pierres et minéraux, les fossiles ainsi que les clous, responsables de ses crevaisons en voiture, en moto ou en vélo, qu'il conserve précieusement dans une boîte.
Sa collection d'affiches a été transmise au Musée d'Histoire de Marseille et ce fonds peut être consulté par le public.
Pierre Coutras a fait don au Musée de la Marine de divers objets ayant appartenu à son grand-père Valentin Coutras, parmi lesquels un sextant. En août 1944, à la suite des combats de la Libération de Marseille, ces objets ont disparu dans l'incendie qui a ravagé une partie du Palais de la Bourse.

## Œuvre

### Romans et essais
- Les tribulations d’un auxiliaire (1916), Éditions Pierre Lethielleux (Paris)
- Propriétaire pendant la guerre (1917), Librairie Perrin & Compagnie (Paris)
- Les tribulations d’un jeune écrivain (1918), Éditions La Revue des Indépendants (Paris)
- Les tribulations d’un poilu (1918), Éditions La Revue des Indépendants (Paris)
- Les impressions d’un nouveau-né (1918), Éditions La Revue des Indépendants (Paris)
- Les impressions du défunt (1918), Éditions La Revue des Indépendants (Paris)
- Les contes violets (1922), Éditions La Revue des Indépendants (Paris)
- Scéniophrès (1922), Éditions La Revue des Indépendants (Paris)
- Les impressions d’une nouvelle mariée (1922), Éditions La Revue des Indépendants (Paris)
- Chez les sauvages (1926), Éditions La Revue des Indépendants (Paris)
- La maîtresse d’acier (1926), Éditions de La Sauterelle (Marseille)
- Les piquants du marron (1929), Éditions de Pro Arte (Marseille, Paris)
- Le cierge qui fume (1930), Éditions Édouard Aubanel (Avignon)
- Anthologie lozérienne (1948), Editions du Gévaudan (Marvéjols, Lozère)
- La diabolique tragédie (1954) Éditions de La Sauterelle (Marseille)
- Feuilles de platane (1954), Éditions de la Sauterelle (Marseille)
- Mensonges (1964), Éditions Édouard Aubanel (Avignon)
- Chimères dans mon ciel (1966), Éditions Édouard Aubanel (Avignon)

### Poésie
- Méli-mélo (1916), Éditions La Revue des Indépendants (Paris)
- L’Araignade (1918), Éditions La Revue des Indépendants (Paris)
- Les poèmes du chauffeur (1921), Éditions La Revue des Indépendants (Paris)

### Pièces de théâtre
- La question des loyers (1921), Éditions La Revue des Indépendants (Paris)
- Le truc du mari (1922), hors édition
- Les deux rêves en collaboration avec Auguste Mestrallet (1922), hors édition